# Fingerhütchen
Fingerhütchen ist ein Märchen. Es steht in den Irischen Elfenmärchen der Brüder Grimm an dritter Stelle, die sie 1825 aus Fairy legends and traditions of the South of Ireland von Thomas Crofton Croker übersetzten.

## Inhalt
Der arme, gutmütige Strohflechter, genannt Fingerhütchen, der einen schrecklichen Höcker auf dem Rücken hat, rastet nachts auf dem Weg von Cahir nach Cappagh am Hünengrab des mythischen Ortes Knockgrafton. Da hört er den Elfengesang, den er schließlich in einer Pause passend ergänzt. Die Elfen bewirten ihn auf ihrem Fest, nehmen seinen Höcker und geben ihm neue Kleider. Die Leute erkennen ihn kaum. Eine alte Frau bittet ihn um Rat für den boshaften, buckligen Sohn ihrer Patin, und karrt ihn an den Ort. Der schreit zwei Zusätze in den Elfengesang. Die bösen Elfen geben ihm Fingerhütchens Buckel dazu, und er stirbt bald.

## Anmerkung
Nach Grimm: Knockgraffan war ein Haus der Könige von Munster. Der Gesang „Dia Luain, Dia Mairt, agus Dia Ceadaoine“ heißt Montag, Dienstag, Mittwoch, wozu eine Melodie überliefert wird. Mit Fingerhut ist die Pflanze gemeint, die u. a. den Mützen der Elfen ähneln soll. Vgl. Grimms KHM 182 Die Geschenke des kleinen Volkes.
Der Text entspricht der Normalform für den sagenähnlichen Märchentyp AaTh 503 Gaben des kleinen Volkes, der besonders im keltischen Sprachraum, allein in Irland 383-mal belegt ist, aber auch über den Orient bis Japan. Sehr ähnlich ist das bretonische Die beiden Buckligen.
Conrad Ferdinand Meyer dichtete Fingerhütchen (1882). Die Band Adas vertonte das Märchen nach William Butler Yeats als The Legend of Knockgrafton.